# Hussein Mwinyi

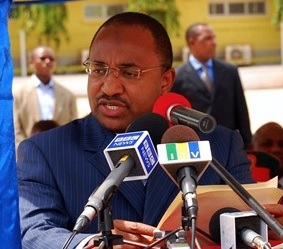
Hussein Mwinyi im März 2014

Hussein Ali Mwinyi (* 23. Dezember 1966) ist ein tansanischer Politiker der Partei der Revolution CCM (Chama Cha Mapinduzi), der zwischen 2000 und 2020 Mitglied der Nationalversammlung (Bunge) sowie 2008 bis 2012 Verteidigungsminister war. Er fungierte daraufhin zwischen 2012 und 2014 als Minister für Gesundheit und soziale Fürsorge und im Anschluss von 2014 bis 2020 abermals als Verteidigungsminister. Seit 2020 ist er der achte Präsident von Sansibar.

## Leben

### Studium, Arzt, Mitglied der Nationalversammlung
Hussein Ali Mwinyi, dessen Vater Ali Hassan Mwinyi von 1985 bis 1995 Staatspräsident von Tansania war, besuchte von 1974 bis 1977 die Oysterbay Primary School sowie zwischen 1977 und 1980 die Manor House Junior School in Ägypten, die er mit einem Certificate of Primary Education Examination (CPEE) beendete. In Ägypten besuchte er zwischen 1981 und 1982 auch die Manor House Sec School und nach seiner Rückkehr von 1982 bis 1984 die Azania Secondary School, an der ein Certificate of Secondary Education Examination (CSEE) erwarb, sowie 1985 noch die Tambaza High School. 1986 begann er ein Studium der Medizin an der Marmara-Universität in Istanbul, welches er 1992 mit einem Bachelor of Medical Sciences (BMSc) beendete. Danach begann er 1993 ein postgraduales Studium der Fachrichtung Internationale Medizin am Hammersmith Hospital in London und schloss dieses 1997 mit einem Master ab. Nach seiner Rückkehr war er zwischen 1997 und 1998 als Arzt am Muhimbili National Hospital in Daressalam sowie im Anschluss von 1999 bis 2000 als Facharzt und Senior-Lektor am dortigen Hubert Kairuki Memorial Hospital tätig.
2000 wurde Mwinyi für die Partei der Revolution CCM (Chama Cha Mapinduzi) erstmals Mitglied der Nationalversammlung (Bunge) und vertrat in dieser nach seinen Wiederwahlen 2005, 2010 und 2015 bis 2020 zunächst den Wahlkreis Mkuranga und seit 2005 den Wahlkreis Kwahani. Zu Beginn seiner Parlamentszugehörigkeit gehörte er zwischen 2000 und 2005 dem Ausschuss für soziale Dienste und zugleich im Kabinett von Premierminister Frederick Sumaye von 2000 bis 2005 Stellvertretender Minister im Gesundheitsministerium (Deputy Minister to the Ministry of Health). 2002 bis 2003 war er Vorsitzender der Amref Health Africa. 2005 wurde er Mitglied des Nationalen Exekutivrates der CCM und fungierte zudem zwischen 2005 und 2008 als Minister im Amt von Vizepräsident Ali Mohamed Shein. Gleichzeitig war er von 2005 bis 2010 Mitglied des Ausschusses der Nationalversammlung für Verfassung, Recht und Regierungsführung. 2007 wurde er ferner Mitglied des Zentralkomitees des Nationalen Exekutivrates der CCM. Seine parteipolitische Karriere entspricht damit dem Idealbild der CCM, die vor allem mit Verbesserungen der Sozialstrukturen im Land groß geworden ist.

### Verteidigungsminister, Gesundheitsminister und Präsident von Sansibar

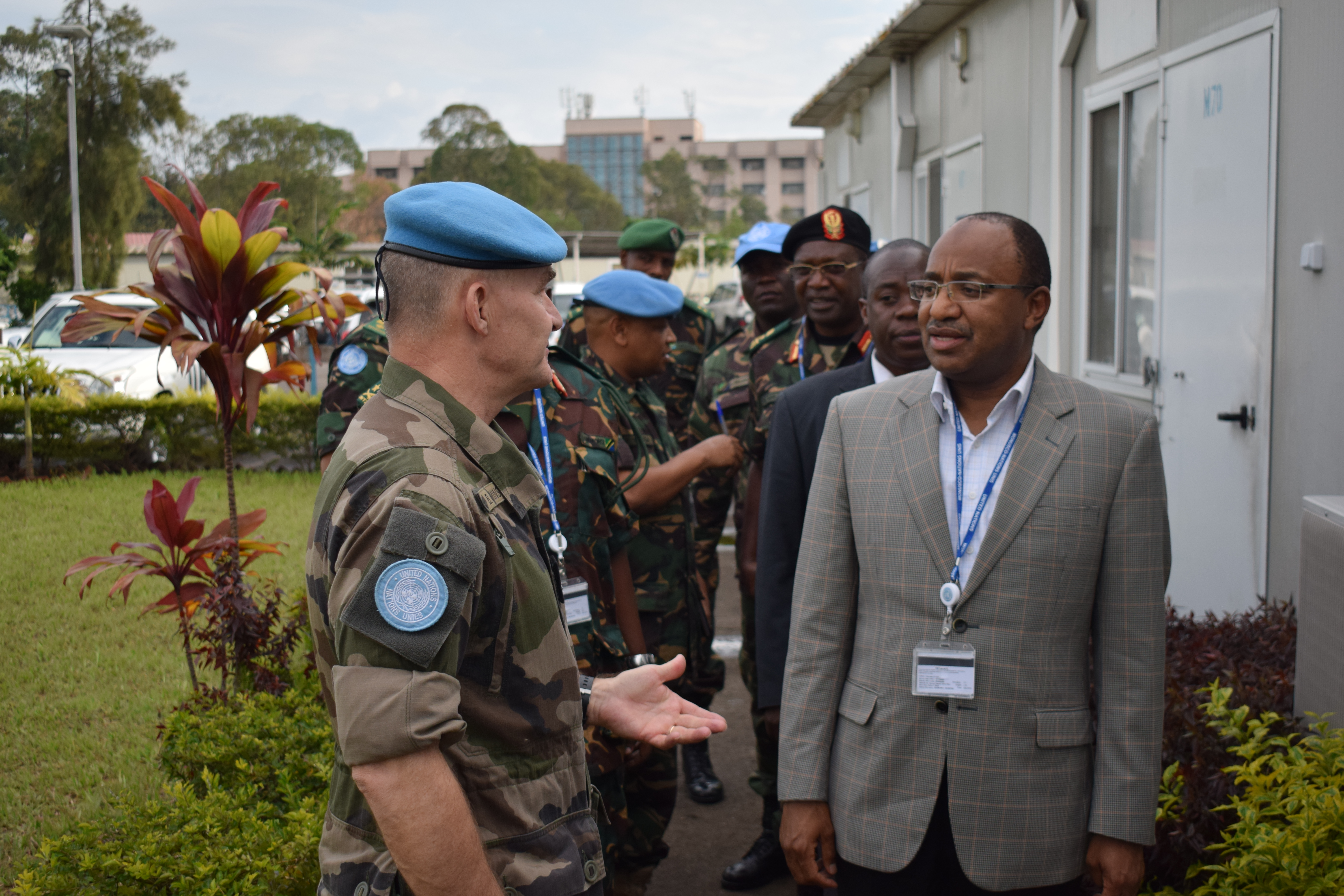
Verteidigungsminister Mwinyi mit dem stellvertretenden Kommandeur der UN-Mission für die Stabilisierung in der Demokratischen Republik Kongo (MONUSCO), Generalmajor Bernard Commins (20. Dezember 2017).

Am 13. Februar 2008 übernahm Hussein Mwinyi im Kabinett von Premierminister Mizengo Pinda erstmalig das Amt als Minister für Verteidigung und den Nationaldienst (Minister of Defence and National Service). Dem Kabinett Pinda gehörten als neue Minister Mustafa Mkulo als Finanzminister und Lawrence Masha als Innenminister an, während Bernard Membe Außenminister blieb. Er war zudem zwischen 2010 und 2015 Mitglied des Verteidigungs- und Sicherheitsausschusses der Nationalversammlung.
Bei einer Kabinettsumbildung am 4. Mai 2012 wurde Shamsi Vuai Nahodha als sein Nachfolger zum Verteidigungsminister, William Mgimwa zum Finanzminister und Emmanuel Nchimbi zum Innenminister ernannt, während er selbst Minister für Gesundheit und soziale Fürsorge (Minister of health and social welfare) wurde. Die neuen Minister wurden am 7. Mai vereidigt. Am 1. Januar 2014 starb Finanzminister William Mgimwa. Saada Mkuya Salum, die bereits amtierende Finanzministerin war, wurde bei einer Kabinettsumbildung am 19. Januar zur neuen Finanzministerin ernannt, während Hussein Mwinyi wieder Minister für Verteidigung und den Nationaldienst und Mathias Chikawe Innenminister wurde. Zugleich war er zwischen 2015 und 2018 Mitglied des Ausschusses der Nationalversammlung für auswärtige Angelegenheiten, Sicherheit und Verteidigung.
Bei den Präsidentschaftswahlen am 28. Oktober 2020 kandidierte als Präsident Sansibars und erhielt Hussein Mwinyi als Kandidat der Chama Cha Mapinduzi 76,3 Prozent der Stimmen, während auf Seif Sharif Hamad vom ACT-Wazalendo 19,9 Prozent entfielen. Am 2. November 2020 wurde er als Präsident von Sansibar vereidigt und trat daraufhin die Nachfolge von Ali Mohamed Shein an. Als Präsident von Sansibar ist er zugleich Nationaler Vizepräsident der CCM. Sein Nachfolger als Verteidigungsminister wurde am 9. Dezember 2020 Elias Kwandikwa.